# Laccophilus necopinus
Laccophilus necopinus är en skalbaggsart som beskrevs av Guignot 1942. Laccophilus necopinus ingår i släktet Laccophilus och familjen dykare. Inga underarter finns listade i Catalogue of Life.